# Killebäckstorp
Killebäckstorp är en bebyggelse i Båstads kommun, Skåne län, belägen strax sydväst om Grevie i Grevie socken. SCB avgränsade här från 1990 till 2023 en småort.